# Hà Nam Ninh
Hà Nam Ninh là một tỉnh cũ của Việt Nam, tồn tại từ năm 1975 đến năm 1991. Địa giới hành chính tỉnh Hà Nam Ninh tương ứng với tỉnh Ninh Bình ngày nay.

## Địa lý
Tỉnh Hà Nam Ninh nằm ở phía nam miền Bắc, có vị trí địa lý khi đó như sau:
- Phía bắc giáp tỉnh Hà Sơn Bình, Hải Hưng
- Phía đông bắc giáp tỉnh Thái Bình
- Phía tây giáp tỉnh Thanh Hóa
- Phía đông nam giáp Biển Đông.

## Lịch sử
Hà Nam Ninh là vùng đất phù sa cổ ven chân núi có con người cư trú từ rất sớm. Các nhà khảo cổ học đã phát hiện trầm tích có xương răng đười ươi và các động vật trên cạn ở núi Ba (Tam Điệp) và một số hang động khác của kỳ đồ đá cũ thuộc nền văn hóa Tràng An; ở động Người Xưa, Tam Chúc có di chỉ cư trú của con người thời văn hoá Hoà Bình. Di chỉ hang Chuông, hang Gióng Lở mang dấu tích văn hóa Bắc Sơn. Cư dân cổ di chỉ Đồng Vườn đã phát triển lên cư dân cổ di chỉ Mán Bạc ở giai đoạn văn hoá đồ đồng từ cuối Phùng Nguyên đến đầu Đồng Đậu. Hà Nam Ninh là địa bàn có nhiều di tích khảo cổ học thuộc các thời kỳ văn hóa Tràng An, Hòa Bình, Bắc Sơn, Đa Bút và Đông Sơn. Thời Hùng Vương và thời Bắc Thuộc vùng đất này thuộc quận Giao Chỉ.
Năm 968, vua Đinh Tiên Hoàng dẹp xong loạn 12 sứ quân, lên ngôi hoàng đế, lập ra nhà nước Đại Cồ Việt nơi đây đã được chọn là để đặt kinh đô Hoa Lư, trung tâm của đất nước. Thời nhà Lý, Trần vùng đất này thuộc 3 lộ, phủ: Hoàng Giang, Trường Yên và Thiên Trường. Thời Hậu Lê được sáp nhập thành Trấn Sơn Nam với các phủ: Lý Nhân, Thiên Quan, Trường Yên, Nghĩa Hưng và Thiên Trường.
Thời nhà Nguyễn, Vua Minh Mạng thành lập 13 tỉnh Bắc Kỳ, vùng đất này thuộc 3 tỉnh Hà Nội, Ninh Bình, Nam Định. Tới năm 1890 tỉnh Hà Nam được thành lập từ 1 phần tỉnh Hà Nội và Nam Định. Năm 1965, tỉnh Nam Định được hợp nhất với tỉnh Hà Nam thành tỉnh Nam Hà. Năm 1975 Nam Hà hợp nhất với Ninh Bình thành Hà Nam Ninh. Năm 1991 tỉnh Ninh Bình tái lập, và đến năm 1996 Hà Nam, Nam Định cũng tái lập cho đến nay.
Hà Nam Ninh là vùng đất được bồi đắp bởi phù sa của sông Hồng, sông Đáy, sông Hoàng Long, sông Đào và thu nhận đất đai bị bào mòn từ vùng núi cao trôi xuống. Chính những điều kiện tự nhiên đã tạo cho vùng đất này các đặc trưng về văn hóa lịch sử của một khu vực giao thoa hay vùng đệm kết nối văn hóa từ Đông sang Tây, từ Bắc xuống Nam và chính những đặc điểm này đã hình thành nên tính cách của người Hà Nam Ninh trong suốt chiều dài lịch sử dựng nước và giữ nước của dân tộc.
Trung tâm 3 tỉnh tách ra từ Hà Nam Ninh hiện nay là 3 thành phố nằm cân xứng trên giao điểm của hai trong ba tuyến đường là Quốc lộ 1, quốc lộ 10 và quốc lộ 21B với khoảng cách xấp xỉ 30 km. Hà Nam Ninh, thực chất được thành lập là trên cơ sở vùng đất trấn Sơn Nam (xứ), một vùng đất lâu đời và giàu truyền thống văn hoá ở phía Nam của kinh thành Thăng Long xưa; tương ứng với các vùng văn hóa đặc trưng khác như: xứ Thanh, xứ Nghệ, xứ Kinh Bắc, xứ Đoài, xứ Đông. Mặc dù Hà Nam Ninh không còn tồn tại nhưng tên gọi của nó vẫn gắn liền với nhiều sự kiện lịch sử, nhiều tổ chức và nhiều doanh nghiệp đang hoạt động.
Tỉnh Hà Nam Ninh được thành lập vào ngày 27 tháng 12 năm 1975 trên cơ sở sáp nhập 2 tỉnh Nam Hà (hiện nay là Hà Nam và Nam Định) và Ninh Bình.
Khi hợp nhất, tỉnh Hà Nam Ninh có 20 đơn vị hành chính gồm: thành phố Nam Định (tỉnh lỵ), thị xã Hà Nam, thị xã Ninh Bình và 17 huyện: Bình Lục, Duy Tiên, Gia Khánh, Gia Viễn, Hải Hậu, Kim Bảng, Kim Sơn, Lý Nhân, Nam Ninh, Nghĩa Hưng, Nho Quan, Thanh Liêm, Vụ Bản, Xuân Thủy, Ý Yên, Yên Khánh, Yên Mô.
Ngày 27 tháng 4 năm 1977, hợp nhất, sáp nhập các huyện, các xã:
- Hợp nhất 2 huyện Kim Bảng, Thanh Liêm và thị xã Hà Nam thành huyện Kim Thanh. Thị xã Hà Nam chuyển thành thị trấn Hà Nam, huyện lỵ huyện Kim Thanh
- Hợp nhất huyện Gia Khánh và thị xã Ninh Bình thành huyện Hoa Lư. Thị xã Ninh Bình chuyển thành thị trấn Ninh Bình, huyện lỵ huyện Hoa Lư
- Hợp nhất 2 huyện Nho Quan và Gia Viễn thành huyện Hoàng Long
- Hợp nhất huyện Yên Mô và 10 xã của huyện Yên Khánh là: Khánh Hòa, Khánh Phú, Khánh An, Khánh Cư, Khánh Vân, Khánh Hải, Khánh Ninh, Khánh Lợi, Khánh Tiên, Khánh Thiện thành huyện Tam Điệp. Huyện lỵ là thị trấn Tam Điệp
- Sáp nhập 9 xã còn lại của huyện Yên Khánh là: Khánh Hồng, Khánh Nhạc, Khánh Hội, Khánh Mậu, Khánh Cường, Khánh Trung, Khánh Thủy, Khánh Công, Khánh Thành vào huyện Kim Sơn.

Diện tích toàn tỉnh theo thống kê năm 1979 là 3.522 km², dân số 2.707.700 người; thống kê năm 1991 là 3.763 km², dân số 3.157.200 người.
Hà Nam Ninh có tỉnh lỵ là thành phố Nam Định cùng 3 thị xã trực thuộc là thị xã Hà Nam, thị xã Ninh Bình và thị xã Tam Điệp.
Ngày 9 tháng 4 năm 1981, chia, tái lập các huyện, thị xã:
- Chia lại huyện Kim Thanh thành thị xã Hà Nam và hai huyện Kim Bảng, Thanh Liêm
- Tái lập thị xã Ninh Bình, tách khỏi huyện Hoa Lư
- Chia huyện Hoàng Long thành 2 huyện Gia Viễn và Hoàng Long.

Ngày 17 tháng 12 năm 1982, thành lập thị xã Tam Điệp trên cơ sở tách thị trấn Tam Điệp và 2 xã Yên Bình, Yên Sơn thuộc huyện Tam Điệp.
Như vậy, thời gian này tỉnh Hà Nam Ninh có 1 thành phố Nam Định, 3 thị xã: Hà Nam, Ninh Bình, Tam Điệp và 16 huyện: Bình Lục, Duy Tiên, Gia Viễn, Hải Hậu, Hoa Lư, Hoàng Long, Kim Bảng, Kim Sơn, Lý Nhân, Nam Ninh, Nghĩa Hưng, Tam Điệp, Thanh Liêm, Vụ Bản, Xuân Thủy, Ý Yên.
Ngày 26 tháng 12 năm 1991, Quốc hội ban hành Nghị quyết về việc chia tỉnh Hà Nam Ninh để tái lập tỉnh Nam Hà và tỉnh Ninh Bình:
- Tỉnh Nam Hà gồm thành phố Nam Định, thị xã Hà Nam (sau khi tái lập tỉnh Hà Nam đổi tên thành Phủ Lý) và 11 huyện Bình Lục, Duy Tiên, Hải Hậu, Kim Bảng, Lý Nhân, Nam Ninh, Nghĩa Hưng, Thanh Liêm, Vụ Bản, Xuân Thủy, Ý Yên.
- Tỉnh Ninh Bình gồm 2 thị xã Ninh Bình (tỉnh lỵ), Tam Điệp và 5 huyện Gia Viễn, Hoa Lư, Hoàng Long, Kim Sơn, Tam Điệp.

Ngày 6 tháng 11 năm 1996, Quốc hội ban hành Nghị quyết về việc chia tỉnh Nam Hà tỉnh Hà Nam và tỉnh Nam Định:
- Tỉnh Hà Nam gồm thị xã Phủ Lý và 5 huyện: Bình Lục, Duy Tiên, Kim Bảng, Lý Nhân, Thanh Liêm.
- Tỉnh Nam Định gồm thành phố Nam Định và 6 huyện: Hải Hậu, Nam Ninh, Nghĩa Hưng, Vụ Bản, Xuân Thủy, Ý Yên.

## Xã hội

### Giáo dục
Vùng Hà Nam Ninh nổi tiếng là vùng đất học, từ khi có các kết quả thống kê đến nay, các tỉnh tách ra vẫn liên tục nằm trong tốp 5 địa phương dẫn đầu về kết quả thi THPT quốc gia (để xét cả tốt nghiệp và xét tuyển đại học). Dưới đây là tốp 5 tỉnh có điểm thi trung bình Trung học Phổ thông quốc gia cao nhất Việt Nam theo từng năm từ 2016 đến 2024:
- Năm 2016: Nam Định, Hải Dương, Bắc Ninh, Ninh Bình và Hà Nam.[3]
- Năm 2017: Nam Định, An Giang, Ninh Bình, Hà Nam và TP HCM.[4]
- Năm 2018: Hà Nam, Nam Định, Ninh Bình, Vĩnh Phúc và An Giang.[5]
- Năm 2019: Nam Định, Hà Nam, Ninh Bình, Bình Dương, Tp HCM.[6]
- Năm 2020: Nam Định, Bình Dương, Ninh Bình, An Giang, Vĩnh Phúc.[7]
- Năm 2021: Bình Dương, Nam Định, Ninh Bình.[8]
- Năm 2022: Nam Định, Vĩnh Phúc, Bình Dương, Ninh Bình.[9]
- Năm 2023: Vĩnh Phúc, Bình Dương, Nam Định, Ninh Bình, Hà Nam.[10]
- Năm 2024: Vĩnh Phúc, Ninh Bình, Nam Định; Bình Dương, Bắc Ninh.[11]

### Cơ quan, tổ chức nhà nước
- Cục Hải quan Hà Nam Ninh đóng tại thành phố Hoa Lư là cơ quan thực hiện chức năng quản lý nhà nước về hải quan trên địa bàn 3 tỉnh Hà Nam, Nam Định và Ninh Bình
- Cục Dự trữ Nhà nước khu vực Hà Nam Ninh (khu đô thị Đồng Quýt, thành phố Nam Định, tỉnh Nam Định)
- Ngã ba Hà Nam Ninh nằm trên quốc lộ 20 (thuộc xã Hòa Ninh, Di Linh, Lâm Đồng)
- Đài tưởng niệm liệt sĩ Hà Nam Ninh tại Nghĩa trang Trường Sơn (Quảng Trị).

### Doanh nghiệp địa phương
- Công ty xăng dầu Hà Nam Ninh: được thành lập năm 1956, hiện vẫn duy trì kinh doanh trên địa bàn 3 tỉnh Hà Nam, Nam Định và Ninh Bình.
- Công ty Cổ phần lương thực Hà Nam Ninh (Quốc lộ 1 - Hai Bà Trưng - Phủ Lý, Hà Nam)
- Công ty Cổ phần dược phẩm Hà Nam Ninh (Trung tâm Phân Phối Dược Phẩm, Đường Tuệ Tĩnh, Thành phố Hoa Lư)
- Công ty Cổ phần kiến trúc nghệ thuật và sinh vật cảnh Hà Nam Ninh (19A Lê Văn Lương, Nhân Chính, Thanh Xuân, Hà Nội)
- Công ty Cổ phần đầu tư - liên hiệp vận tải ô tô Hà Nam Ninh (thành phố Nam Định)
- Công ty Cổ phần công nghiệp Hà Nam Ninh (Nho Quan, Ninh Bình)
- Công ty Cổ phần đào tạo và cung ứng nhân lực Hà Nam Ninh (Số 460 Lý Thường Kiệt, Thành phố Phủ Lý)
- Công ty TNHH đấu giá tài sản Hà Nam Ninh (Số 234, Đường Lương Văn Thăng, Thành phố Hoa Lư)
- Công ty TNHH sản xuất và Thương mại Hà Nam Ninh (Thanh Sơn, Kim Bảng, Hà Nam)
- Công ty TNHH sản xuất thương mại Hà Nam Ninh (phường 8, TP. Vũng Tàu)
- Công ty TNHH MTV xây dựng Hà Nam Ninh (Phường An Bình, TP. Biên Hoà, Đồng Nai)
- Công ty TNHH chế biến than Hà Nam Ninh (Cảng Vissai Bích Đào, Phường Bích Đào, Thành phố Hoa Lư)
- Công ty Kinh doanh than Hà Nam Ninh (Số 2 đường Ninh Bình, Thành phố Nam Định).

### Các phường, hội
- Hội đồng hương Hà Nam Ninh tại Cộng hòa Liên bang Đức, được thành lập từ năm 2003[12]
- Hội Văn học nghệ thuật Hà Nam Ninh
- Hội cá rồng Hà Nam Ninh
- Họ Trương Hà Nam Ninh
- Đội SVTN Đồng hương Hà Nam Ninh.

## Văn hóa
Hà Nam Ninh với nét văn hóa chung của xứ Sơn Nam xưa như: có nhiều di tích lịch sử văn hóa thời Đinh và thời Trần, chung nền ẩm thực và ngôn ngữ, phát triển mạnh các loại hình nghệ thuật hát Chèo, hát Chầu văn, hát Xẩm,...

## Giao thông
- Cùng giáp với sông Đáy, cùng có quốc lộ 38B, quốc lộ 21B, đường sắt Bắc - Nam và đường cao tốc Cầu Giẽ - Ninh Bình đi qua
- Riêng Hà Nam và Nam Định cùng có quốc lộ 21A, sông Châu Giang, sông Sắt và sông Hồng chảy qua
- Riêng Nam Định và Ninh Bình cùng có quốc lộ 10, quốc lộ 37C, đường ven biển Việt Nam, đường cao tốc Ninh Bình – Hải Phòng, khu dự trữ sinh quyển châu thổ sông Hồng
- Riêng Ninh Bình và Hà Nam cùng có Quốc lộ 1, quốc lộ 21C, đường Mỹ Đình - Bái Đính đi qua, có chung danh thắng Kẽm Trống, cùng giáp tỉnh miền núi Hòa Bình.

## Danh nhân
Nơi sinh ra nhiều trạng nguyên: Trạng lường Lương Thế Vinh, Trạng bồng Vũ Duy Thanh, Trạng nguyên Đào Sư Tích, Trạng nguyên Nguyễn Hiền,...
- Quê hương của nhiều danh sĩ nổi tiếng: Thái phó Trương Hán Siêu, Nhà thơ, nhạc sĩ Văn Cao, nhà văn Nam Cao, Tam Nguyên Yên Đổ Nguyễn Khuyến,...
- Vùng đất của những văn nhân: sử gia Ninh Tốn, Tế tửu Trương Công Giai, sử gia Lê Tung, sử gia Trần Quốc Vượng, nhà giáo Nguyễn Ngọc Ký, nhà nghiên cứu Đinh Gia Khánh, nhà địa lý Nguyễn Tử Mẫn, Tổng tài quốc sử Phạm Thận Duật, nhà thơ Vũ Phạm Khải,...

## Hình ảnh

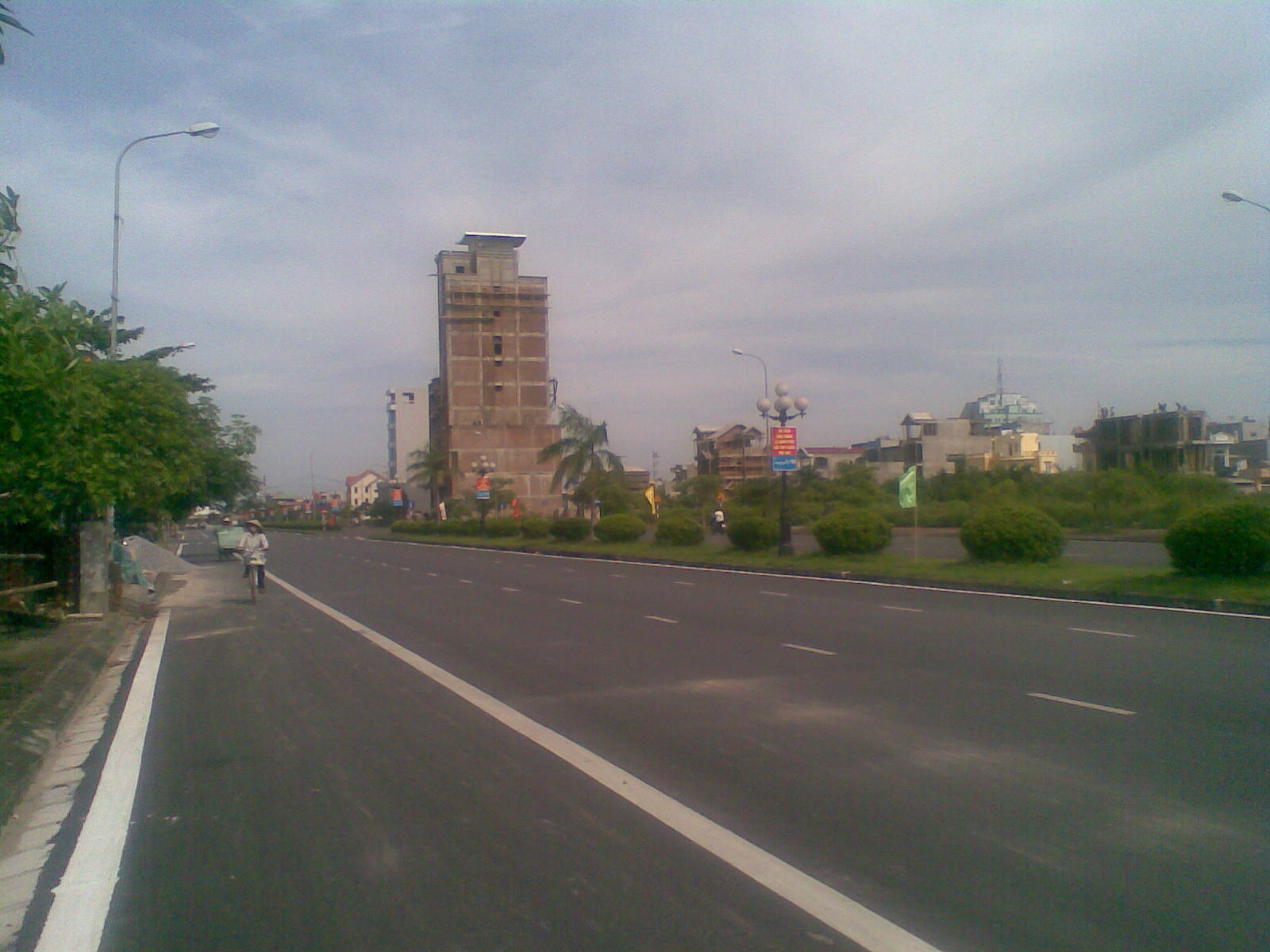
Thành phố Nam Định, Nam Định
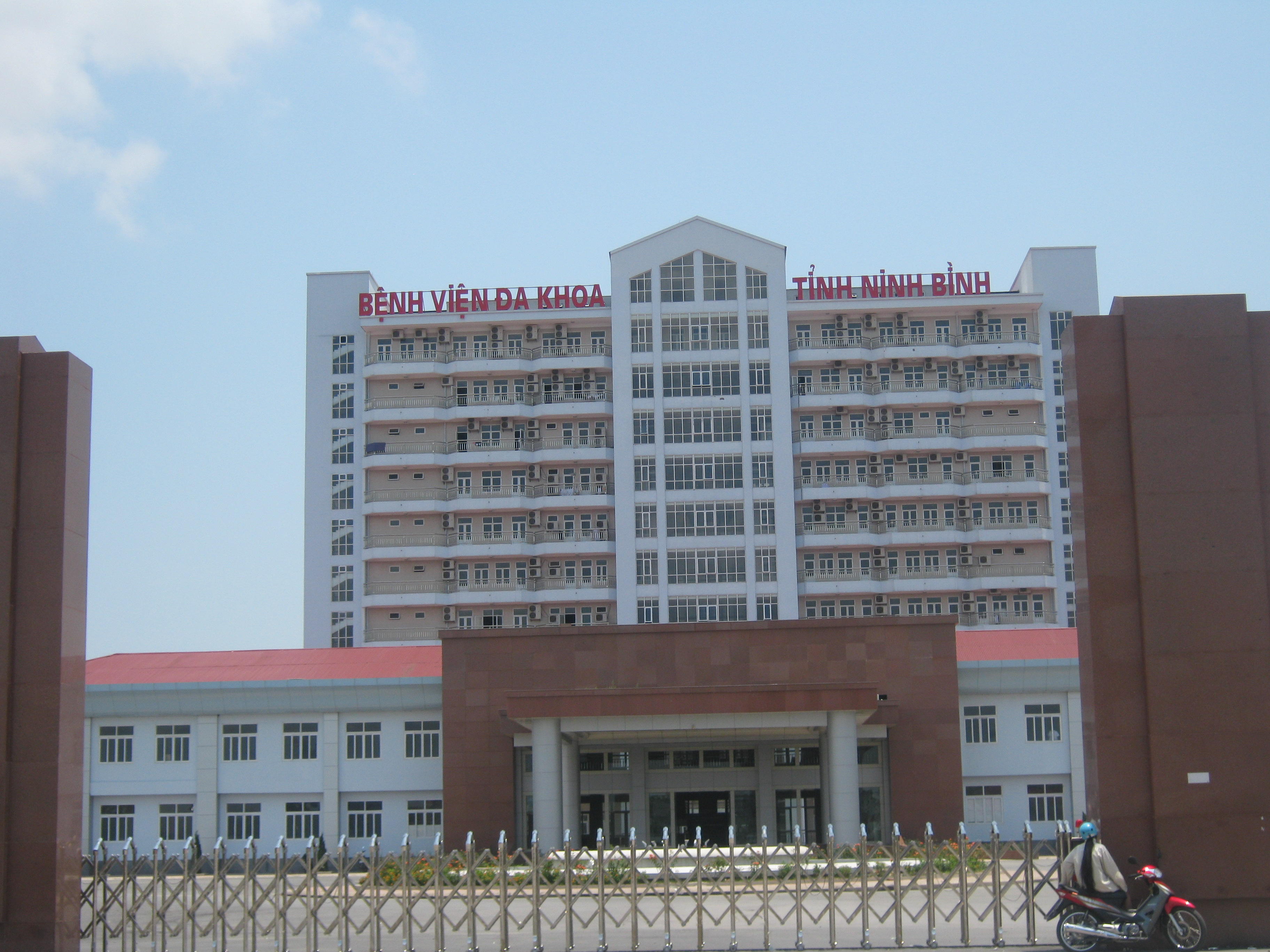
Bệnh viện đa khoa 700 giường Ninh Bình
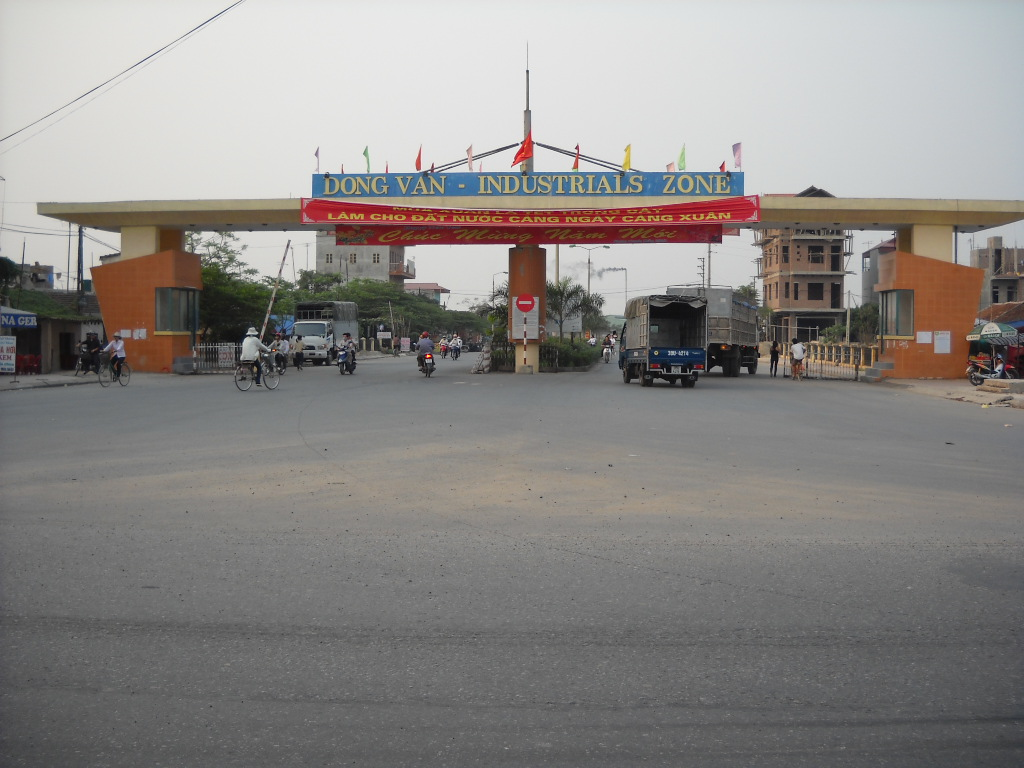
Khu công nghiệp Đồng Văn, Hà Nam
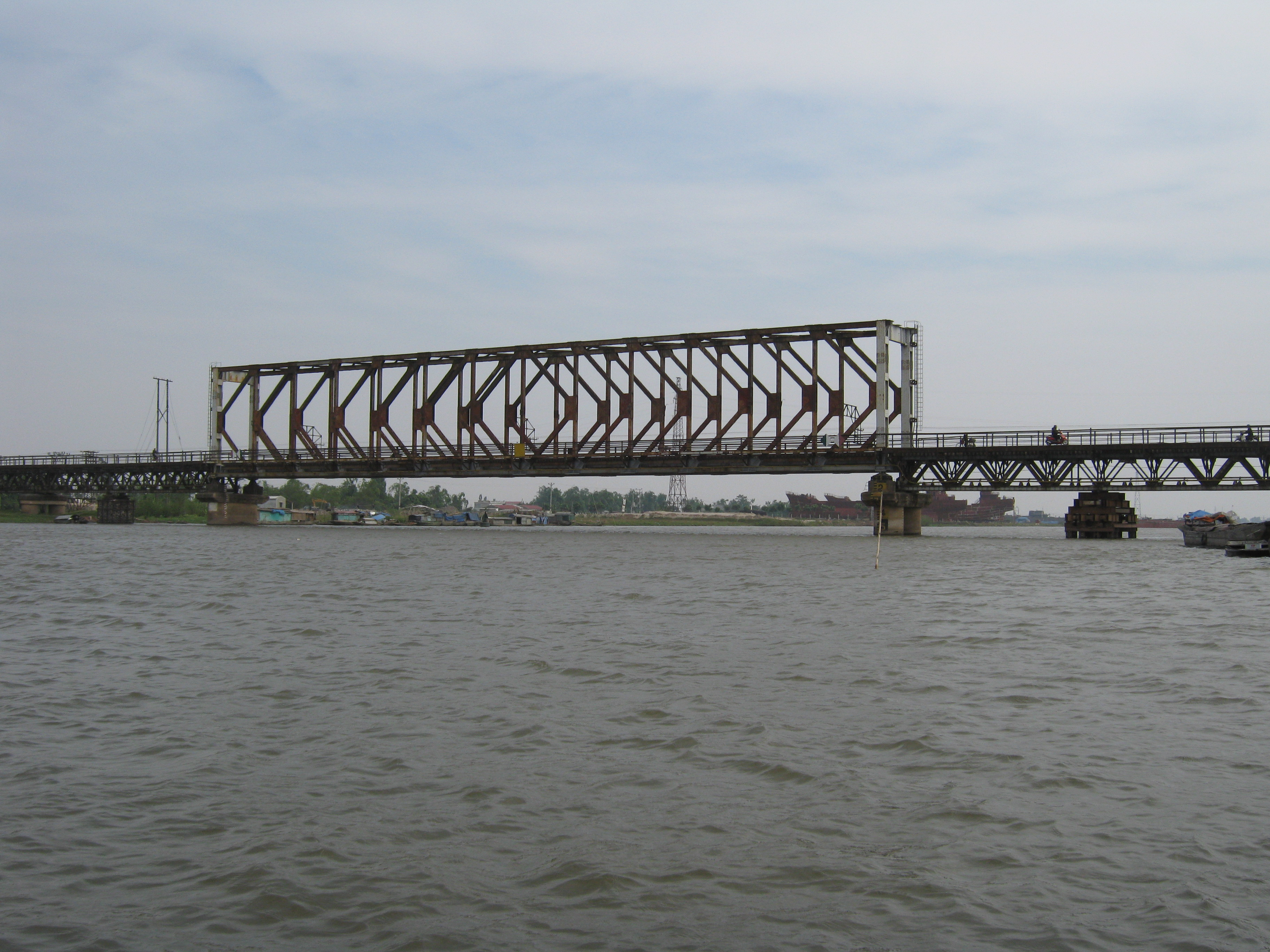
Cầu Non Nước sắt qua sông Đáy
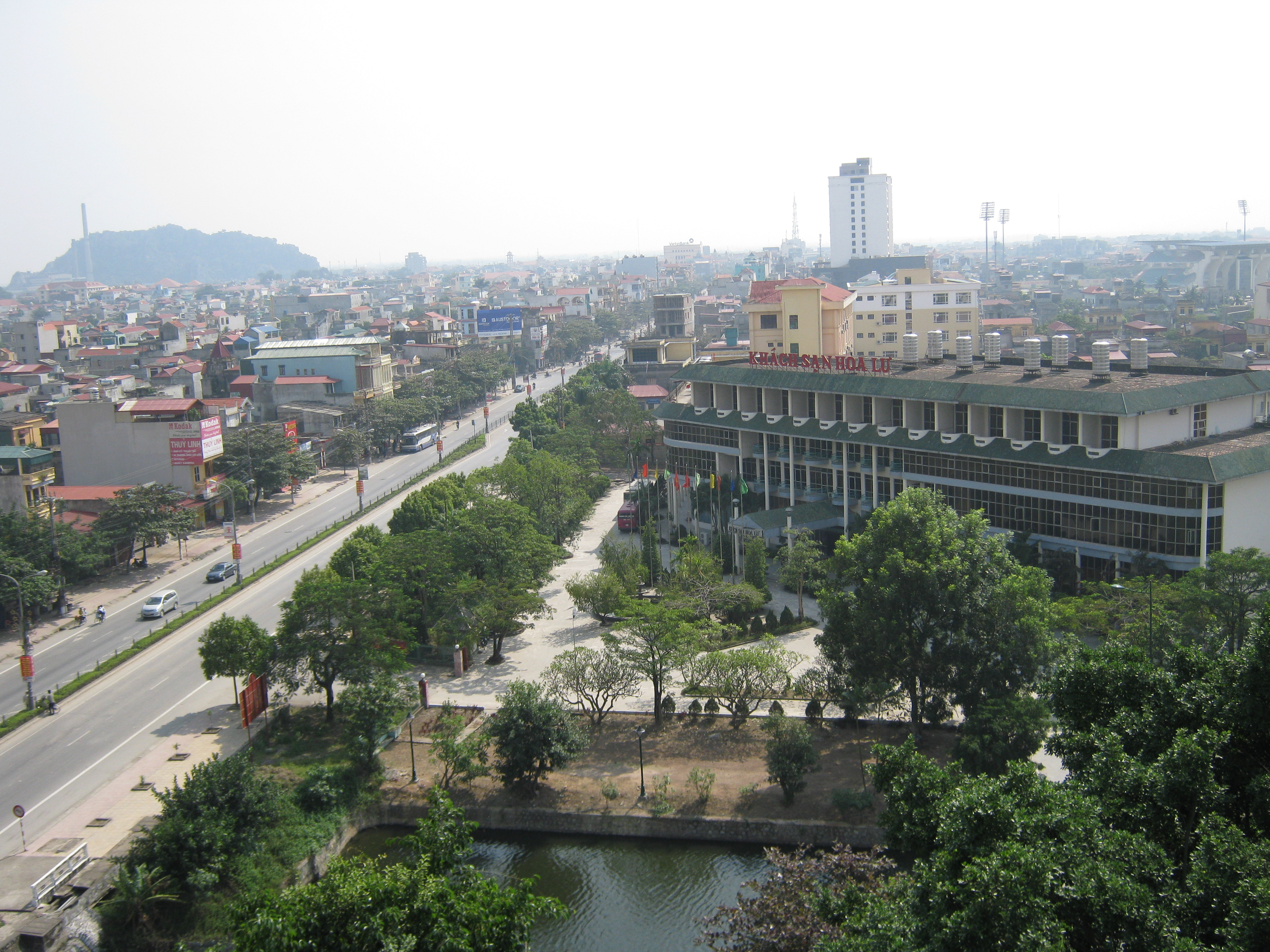
Quốc lộ 1 - Thành phố Hoa Lư
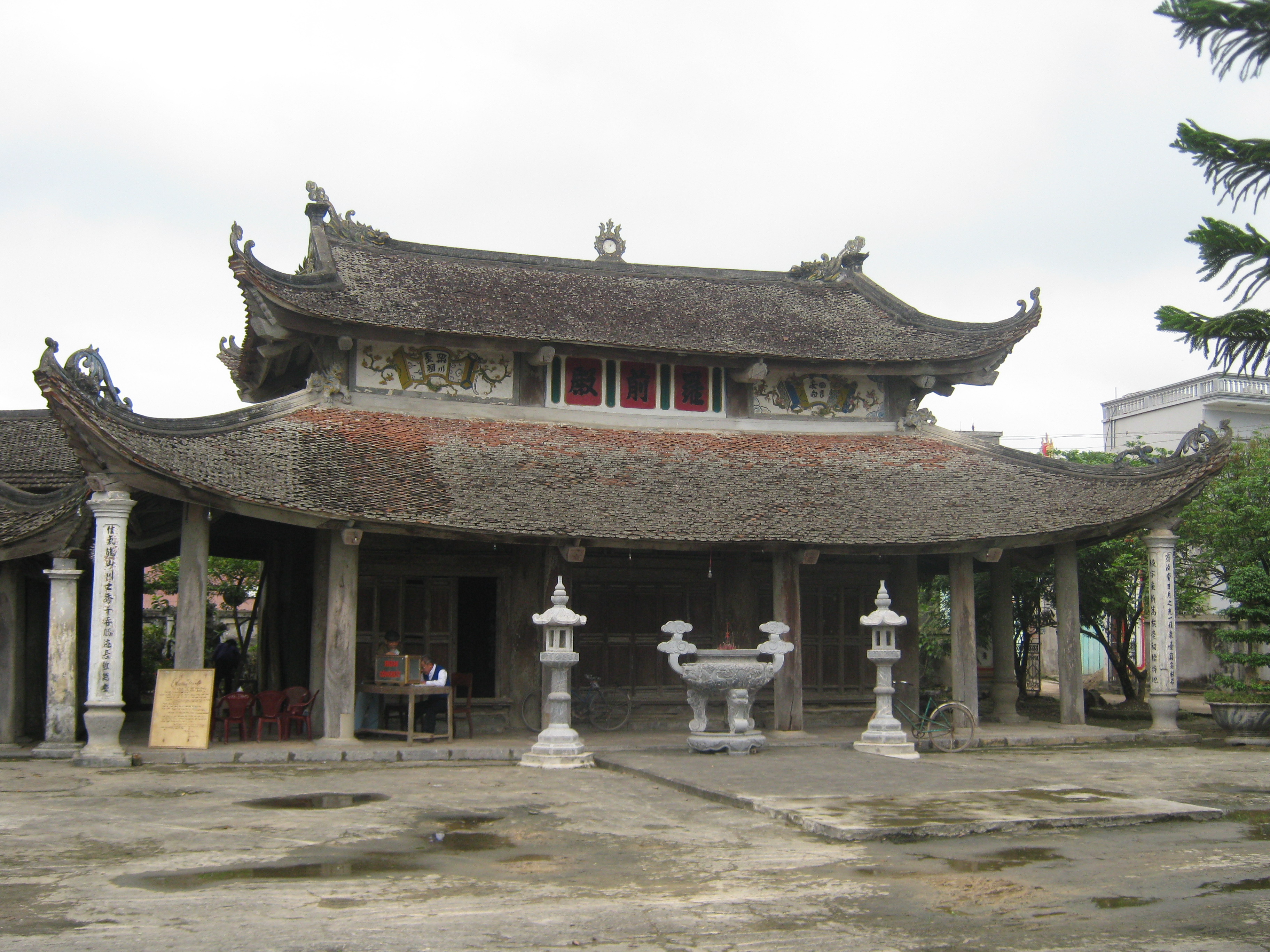
Đình làng nghề La Xuyên (Nam Định)
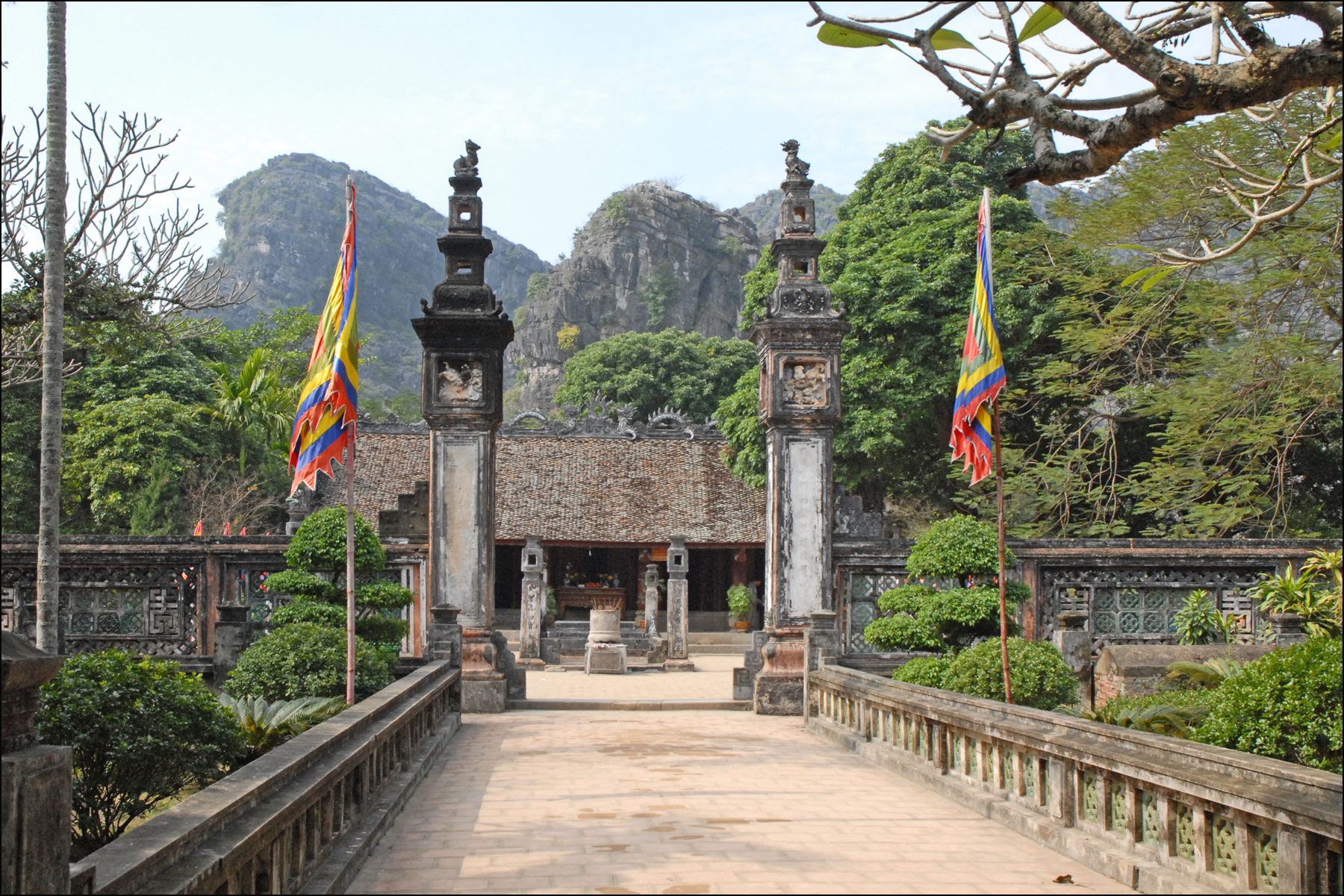
Cố đô Hoa Lư
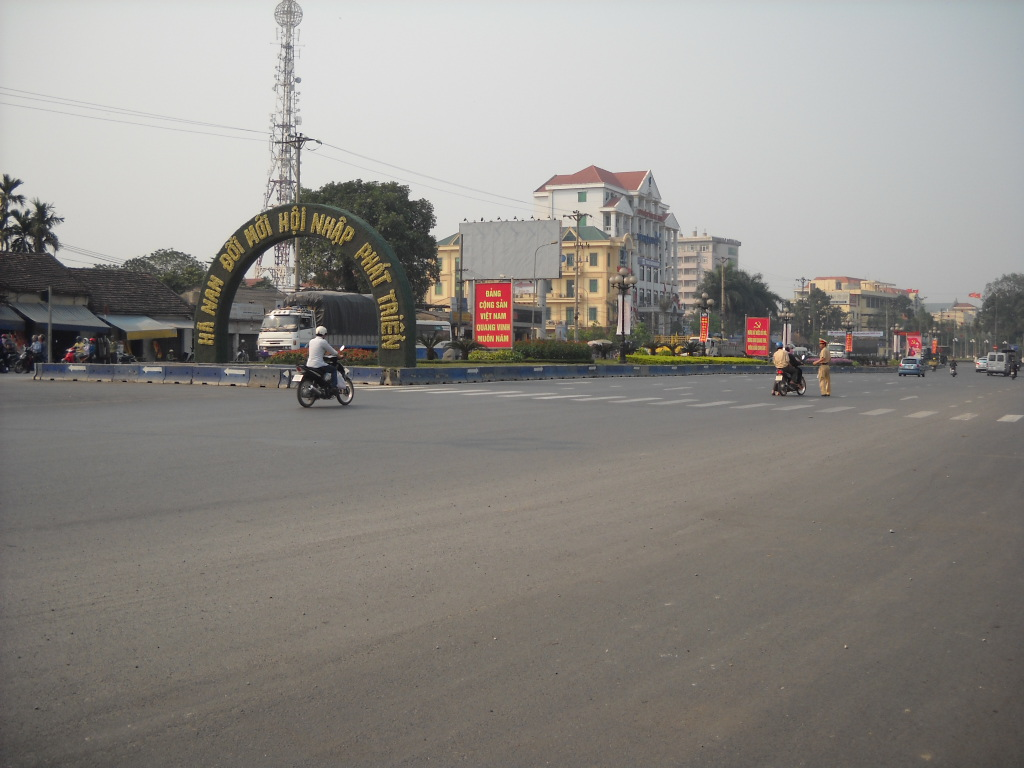
Thành phố Phủ Lý
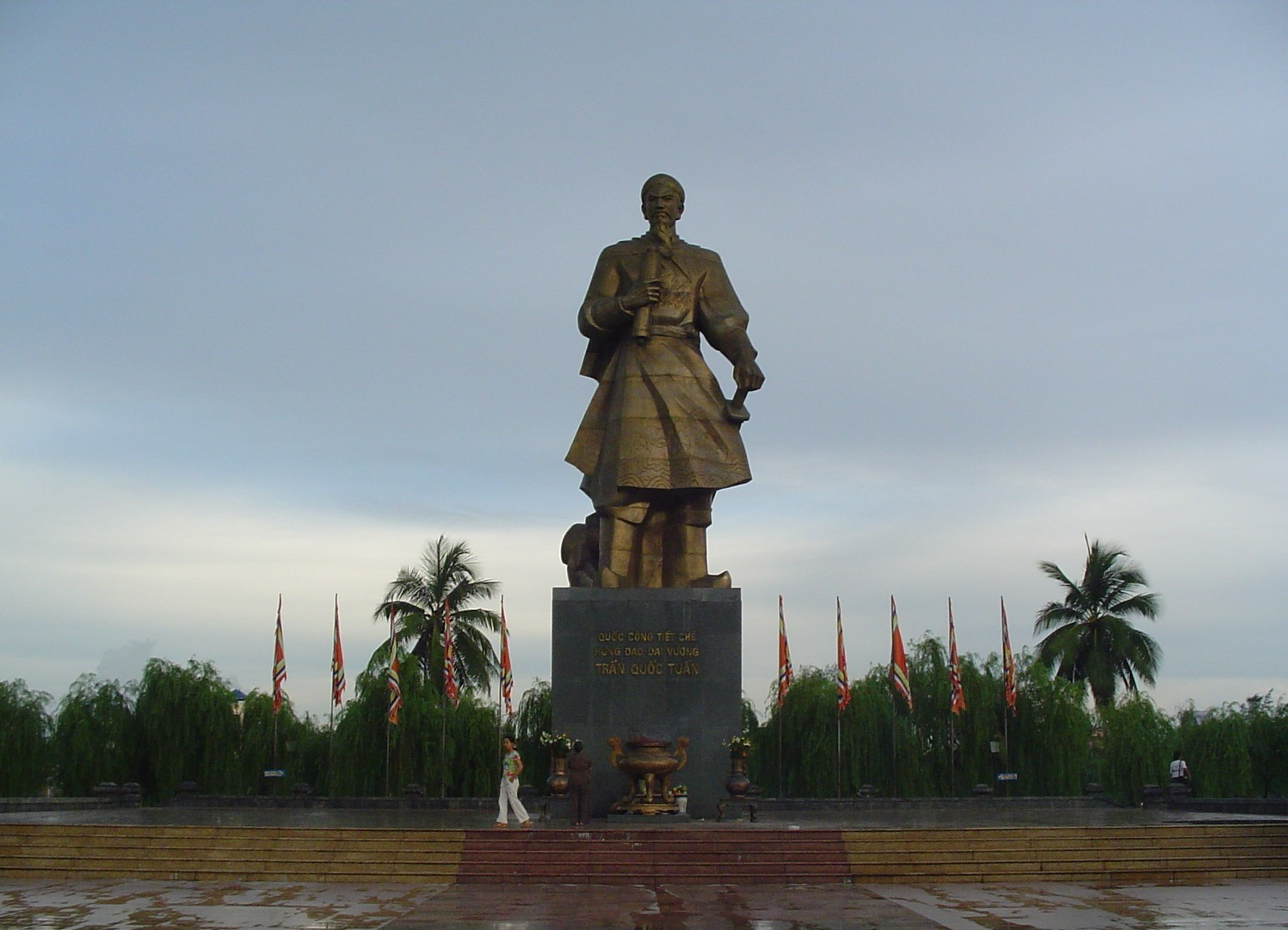
Tượng đài Trần Hưng Đạo
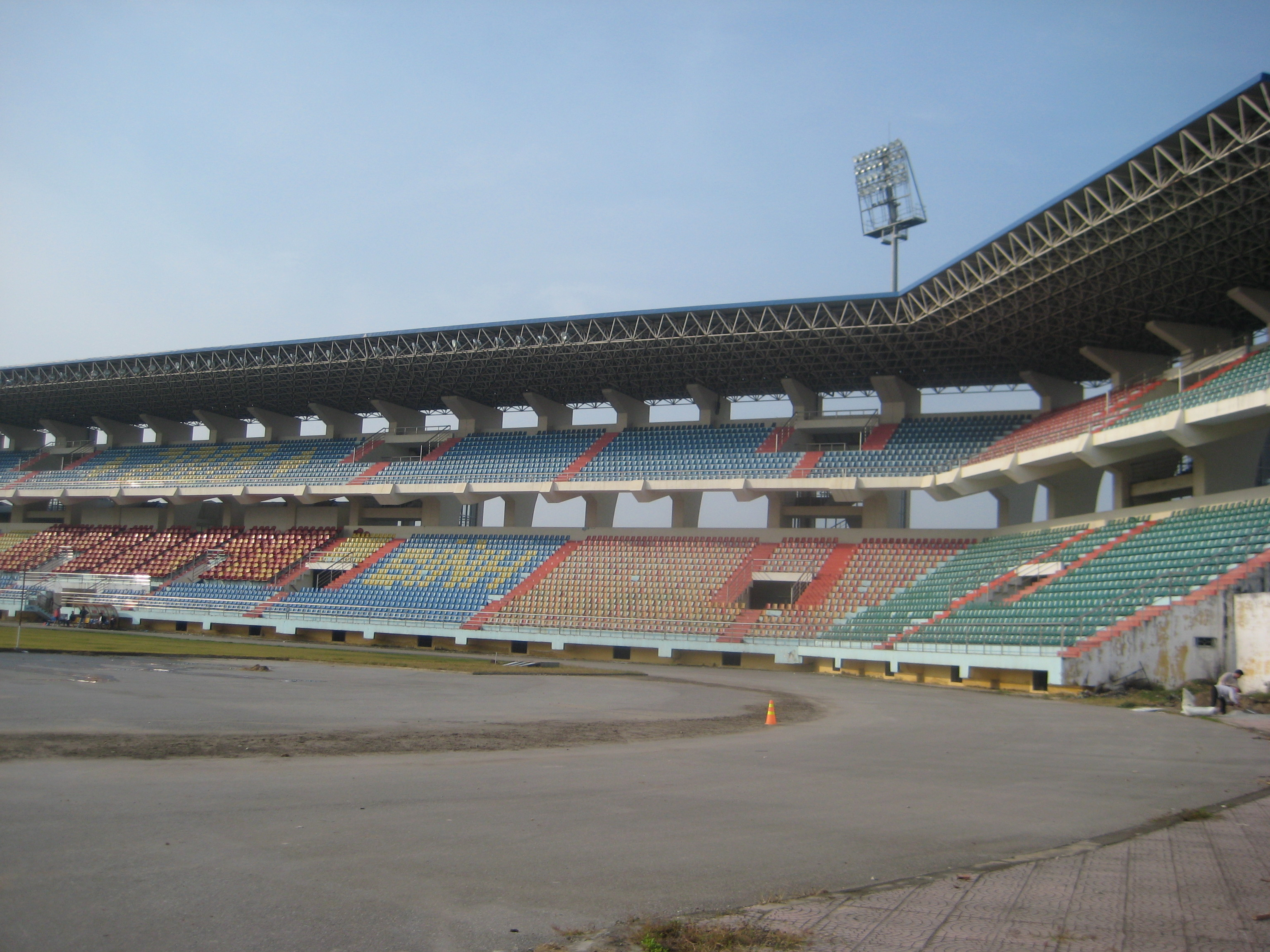
Sân vận động Ninh Bình
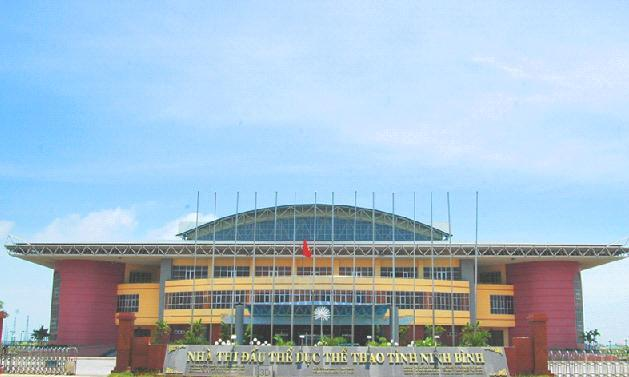
Nhà thi đấu tỉnh Ninh Bình
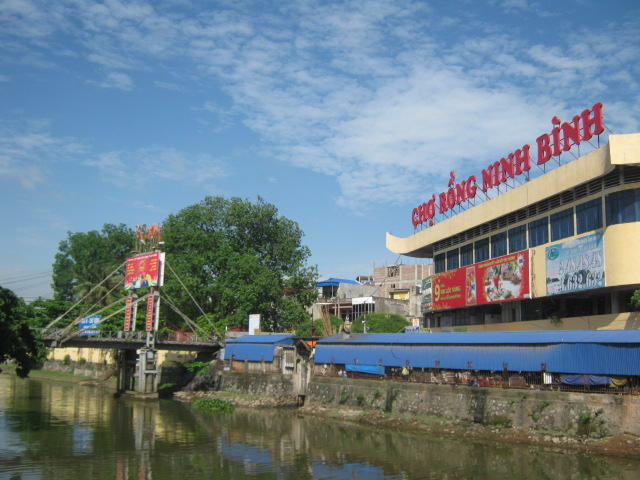
Chợ Rồng Ninh Bình